# Dejan
Dejan è un nome proprio di persona maschile tipico di diverse lingue slave, in particolare serbo, croato, sloveno, macedone e bulgaro; in cirillico serbo è scritto Дејан, in cirillico bulgaro Деян.

## Varianti
- Femminili
  - Croato: Dejana[1]
  - Serbo: Дејана (Dejana)[1]
  - Sloveno: Dejana[1]

## Origine e diffusione
Potrebbe essere derivato dalla radice slava meridionale dejati ("fare", "agire"), o alternativamente essere correlato al latino deus, "dio".

## Onomastico
Non ci sono santi con questo nome, che quindi è adespota. Si può festeggiarne l'onomastico il 1º novembre, in occasione di Ognissanti.

## Persone
- Dejan Ajdačić, filologo serbo
- Dejan Bodiroga, cestista jugoslavo
- Dejan Ivanov, cestista bulgaro
- Dejan Jaković, calciatore canadese

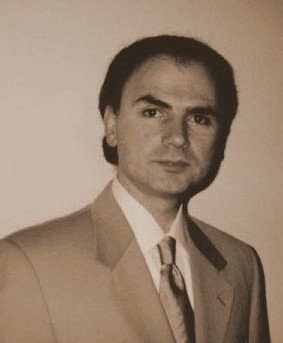
Dejan Stojanović

- Dejan Kulusevski, calciatore svedese
- Dejan Lazarević, calciatore sloveno
- Dejan Lovren, calciatore croato
- Dejan Petković, calciatore serbo
- Dejan Rusmir, calciatore serbo
- Dejan Savićević, calciatore, allenatore di calcio e dirigente sportivo montenegrino
- Dejan Stanković, calciatore serbo
- Dejan Stojanović, poeta, scrittore, saggista, filosofo, uomo d'affari ed ex giornalista serbo